# Історія Покровського
Тут наведена Історія селища міського типу Покровського.
В XIV–XVI століттях в місцевості, де тепер розташоване селище, кочували орди кримських татар. Вздовж Вовчої пролягав Муравський шлях, яким яничари гнали в неволю українських селян. Відтоді залишилися татарські найменування приток Вовчої — Гайчур і Янчур.

## Період запорізького козацтва
У XVII столітті ця місцевість належала до земель Запорізької Січі. Широка і повноводна на той час річка була багата на рибу, в навколишніх тернівниках і в степу водилося багато дичини. Тому козацька старшина охоче влаштовувала в цих місцях свої зимівники.
В другій половині вересня 1673 року поблизу сучасного Покровського кошовий отаман війська запорозького Іван Сірко перестрів на Муравському шляху татарський загін, розгромив його, багатьох взяв у полон та повернувся на Січ. За легендою ця битва відбулася на Покрову, в честь чого й була пізніше названа слобода.
З 1760 року оселився тут відставний запорізький старшина Головко. Після ліквідації Січі і анексії Криму Російською імперією сюди переселилося багато запорізьких козаків із сім'ями. Згідно з указом азовського генерал-губернатора Черткова Василя Олексійовича, в 1779 році було засновано кілька військових слобід, у тому числі і Покровську. Відтоді й починається історія селища.
Згідно із загальним народним переписом 1782 року в слободі постійних жителів було 305 чоловіків і 238 жінок. Згідно документів населення того часу складалося з «козацьких поселень, які займалися хліборобством, — 534, які займалися ремеслом — 5, в батраках — 19, церковнослужитеолів — 2». Слобода Покровська налічувала 94 хати-мазанки та була конюшня з шелюгу для маріупольського легкокінного полку.
В 1816 населення становило понад 1200 чоловік, в 1859 — близько 4 тисяч, які належали до категорії державних селян.
У 1856 році у Покровському було відкрито церковно-приходську школу в якій навчалося 30 дітей. Через 3 роки також було відкрито жіночу школу.
У 1859 році в селі було 605 дворів з населенням 3585 чоловік, волосне управління, церква, училище, богодільня. А в 1885 році було відкрито пошту («станцію прийому і видачі всілякого роду кореспонденції»), на станції налічувалося 16 коней.
У 1882 році з дерева споруджено Миколаївську церкву, котра розташовувалася приблизно на місці нинішнього приміщення держадміністрації.
Слобода швидко зростала. Цьому сприяло її вигідне географічне положення. Щонеділі тут збиралися базари, а тричі на рік — ярмарки.

## XX століття

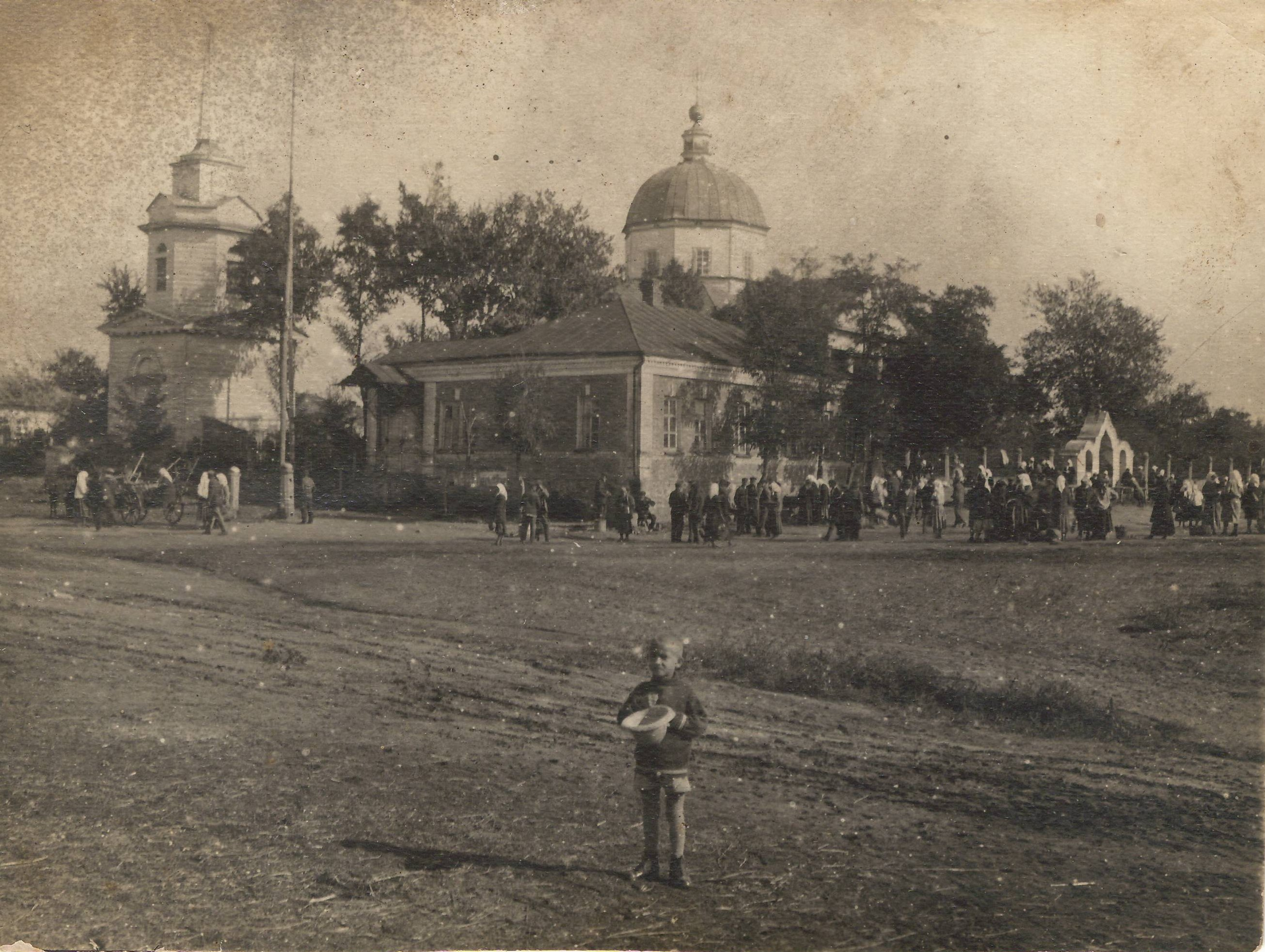
Церковно-приходська школа в Покровському. Початок 1930-х років.

На початку XX століття Покровське було великим торговим селом з населенням у 7600 жителів. У селі відбувалися недільні базари та кілька разів на рік проходили ярмарки, була церква, земська лікарня, богадільня, тюремний двір.
У 1903 році в трьох школах навчалося 192 учні (230–240 дітей щороку не мали змоги навчатися).
Станом на 1910 рік із 7 тисяч жителів земельними наділами володіли 2312. Окремі багатії мали 50 і більше десятин землі, всі інші були малоземельними або безземельними. Громадська земля розподілялася тільки на чоловіків.
Землю здебільшого обробляли дерев'яними плугами із залізними лемешами, боронували дерев'яними боронами або гіллям. Так, у східній частині села, котру звуть «Глиняною» перед Першою світовою війною 228 дворів не мали тягла, 98 — по одному коневі і лише 75 господарств — по двое коней. 111 господарств не мали корів.
У 1913–1914 роках в селі було п'ять земських та дві церковно-приходські школи в яких навчалося 676 учнів.
У 1913 році в Покровському проживало 10955 чоловік. У п'яти школах навчалося тільки 676 дітей, а закінчили навчання лише 40.
Тяжке життя спонукало селян до протестів і революційних виступів. За спогадами старожилів, у 1905–1907 роках у селі існувало три підпільні гуртки, організаторами яких були місцеві жителі І. Балагура, Давид Миколаєнко, вчитель А. З. Пасечкін, а керівниками — вчителі Гнєдінського ремісничого училища О. М. Козленко та М. М. Ісаков.
1 травня 1906 року за селом у шелюгах відбулася перша революційна маївка, яку організував М. М. Ісаков. Але поліція розігнала її учасників, а Ісакова заарештувала.
Наближалася Перша світова війна. В армію були мобілізовані найкращі сільські трудівники — годувальники сімей.
У червні 1917 року почався невдалий наступ царської армії на Західному фронті. Тоді у Покровську земську лікарню доставили групу поранених фронтовиків, які розповідали селянам про становище на фронті, про події, які відбуваються у Петрограді. Звістка про це дала поштовх до революційних виступів селян у Покровському.
Після лютневої революції у Петрограді в Україні, в Києві, була утворена Центральна Рада. Згодом її агітатори прибули і в Покровське, та вони не зуміли переконати покровчан підтримати новий український уряд, бо більшовики мали тут більший вплив на сільську бідноту.
На волосному з'їзді делегатів у селі Покровському була обрана перша волосна рада селянських і солдатських депутатів, головою якою став селянин-бідняк Яків Васильович Тихий. Натхненником і організатором роботи ради, її ідейним керівником був політичний засланець, агроном-викладач Гнєдінського училища П. М. Циков.
Нова влада активно здійснювала революційні заходи. Та весною 1918 року село окупували війська кайзерівської Німеччини. Знову відновилися поміщицькі порядки. Рада припинила своє існування. Цикова було заарештовано і відіслано в Одеську тюрму.
У жовтні 1918 року Червона армія вигнала окупантів і відновила радянську владу. Та вона була нестійкою: місцевий партизанський загін не міг її надійно захищати.